# Ana Paula Vázquez
Ana Paula Vázquez, född 5 oktober 2000, är en mexikansk bågskytt. Hon deltog vid olympiska sommarspelen 2020.